# Бобыли (Киров)
 Бобыли — деревня в Кировской области. Входит в состав муниципального образования «Город Киров»

## География
Расположена на расстоянии примерно 11 км по прямой на юго-запад от железнодорожного вокзала станции Киров.

## История
Известна с 1710 года как починок Ждановской с 1 двором, в 1764 33 жителя, в 1802 (деревня Ждановская) 4 двора. В 1873 году здесь (деревня Ждановская или Бобыли) дворов 9 и жителей 60, в 1905 14 и 97, в 1926 (Бобыли или Ждановская) 18 и 103, в 1950 17 и 76, в 1989 9 постоянных жителей. Административно подчиняется Ленинскому району города Киров.

## Население
| 2010 |
| ---- |
| 13   |

Постоянное население составляло 2 человек (русские 100%) в 2002 году, 13 в 2010.